# Edward F. Edinger
Edward F. Edinger (13 de dezembro de 1922, em Cedar Rapids, Iowa –  17 de julho de 1998, em Los Angeles, Califórnia) foi um médico psiquiatra, analista junguiano e escritor americano.

## Biografia
Edward F. Edinger nasceu em 13 de dezembro de 1922 em Cedar Rapids, Iowa, obtendo seu bacharelado em química na Universidade de Indiana e seu MD na Universidade de Yale em 1946. Ele foi médico militar na Marinha dos Estados Unidos no Panamá. Em Nova York, em 1951, ele começou sua análise com Mary Esther Harding, que havia sido associada a C. G. Jung.
Edinger foi supervisor de psiquiatra no Rockland State Hospital em Orangeburg, Nova York, e mais tarde membro fundador da C.G. Jung Foundation em Manhattan e do CG Jung Institute em Nova York. Ele foi presidente do instituto de 1968 a 1979, quando se mudou para Los Angeles. Lá, ele continuou sua prática por 19 anos, tornando-se analista sênior no CG Jung Institute de Los Angeles.
Ele morreu em 17 de julho de 1998 em sua casa em Los Angeles aos 75 anos, de acordo com familiares devido a câncer de bexiga.

## Lista de obras
- Ego and Archetype: Individuation and the Religious Function of the Psyche
- Anatomy of the Psyche: Alchemical Symbolism in Psychotherapy
- The Creation of Consciousness: Jung's Myth for Modern Man
- Encounter With the Self: A Jungian Commentary on William Blake's Illustrations of the Book of Job
- The Bible and the Psyche: Individuation Symbolism in the Old Testament
- The Christian Archetype: A Jungian Commentary on the Life of Christ
- Living Psyche: A Jungian Analysis in Psychotherapy Pictures
- Goethe's Faust: Notes for a Jungian Commentary
- Transformation of Libido: A Seminar on CG Jung's Symbols of Transformation
- Transformation of the God-Image: An Elucidation of Jung's Answer to Job
- The Mystery of the Coniunctio: Alchemical Image of Individuation
- The Mysterium Lectures: A Journey through CG Jung's Mysterium Coniunctionis
- Melville's Moby-Dick: A Jungian Commentary. An American Nekyia
- The New God-Image: A Study of Jung's Key Letters Concerning the Evolution of the Western God-Image
- The Aion Lectures: Exploring the Self in CG Jung's Aion
- The Psyche in Antiquity: Early Greek Philosophy: From Thales to Plotinus
- The Psyche in Antiquity: Gnosticism and Early Christianity: From Paul of Tarsus to Augustine
- Ego and Self: The Old Testament Prophets. From Isaiah to Malachi
- Eternal Drama: The Inner Meaning of Greek Mythology
- The Psyche on Stage: Individuation Motifs in Shakespeare and Sophocles
- Archetype of the Apocalypse: Divine Vengeance, Terrorism, and the End of the World
- Science of the Soul: A Jungian Perspective
- The Sacred Psyche: A Psychological Approach to the Psalms
- An American Jungian: In Honor of Edward F. Edinger